# كون زون
كون زون (بالإنجليزية: ConeZone) هي علامة تجارية تملكها شركة مفاد التجارية لصناعة الآيس كريم، وهي شركة مساهمة سعودية، مقرها مدينة الرياض في المملكة العربية السعودية، وقد تأسست في عام 1993م.

## تاريخها
تأسست عام 1993 من قبل محمد الدويش وفهد الدويش وشركاهم عبد الله البرجس وعبد العزيز البرجس وعجلان العجلان وعبد العزيز حمد الفهد، تمتلك كون زون حوالي 150 متجراً بالمملكة ودول الخليج ومسجلة كعلامة في جميع الدول العربية إضافة إلى تركيا.

## وصلات خارجية
الموقع الرسمي لكون زون